# Campeonato Mundial de Hóquei no Gelo de 1939
O Campeonato Mundial de Hóquei no Gelo de 1939 foi a 13ª edição do torneio, disputada entre os dias 3 e 12 de fevereiro de 1939 em Zurique e na Basileia, Suíça.
14 times participaram deste Campeonato Mundial. Eles foram divididos primeiramente em quatro grupos preliminares - dois de 4 times e dois de 3 equipes. Os dois melhores de cada grupo avançaram à Segunda Fase. Os oito times da Segunda Fase jogaram em dois grupos de 4, com os dois melhores de cada avançando à Fase Final. Os seis times que não avançaram à Segunda Fase jogaram uma Fase de Consolação que os dividiu em dois grupos de 3 times, com os vencedores jogando uma partida pelo 9º lugar. Os quatro times que não avançaram da Segunda Fase jogaram uma Fase de Consolação para definir a 5ª à 8ª posições.
O Canadá venceu o Campeonato Mundial pela 10ª vez e o país-sede, a Suíça, ganhou seu terceiro Campeonato Europeu. A Suíça e a Tchecoslováquia ganharam um ponto cada na fase final, mas a Suílça ganhou um jogo extra entre ambos (e então o Campeonato Europeu) após o fim do Mundial.

## Campeonato Mundial de Hóquei no Gelo (em Zurique e na Basileia, Suíça)

### Fase Preliminar

#### Grupo A
| 3 de fevereiro de 1939 | Basileia | Alemanha | – | Finlândia |  | 12:1 (2:0,7:1,3:0)               |
| 3 de fevereiro de 1939 | Basileia | EUA      | – | Itália    |  | 5:0 (3:0,1:0,1:0)                |
|                        |          |          |   |           |  |                                  |
| 4 de fevereiro de 1939 | Basileia | Itália   | – | Finlândia |  | 5:2 (1:0,1:0,3:2)                |
| 4 de fevereiro de 1939 | Basileia | EUA      | – | Alemanha  |  | 4:0 (2:0,0:0,2:0)                |
|                        |          |          |   |           |  |                                  |
| 5 de fevereiro de 1939 | Basileia | EUA      | – | Finlândia |  | 4:0 (0:0,1:0,3:0)                |
| 5 de fevereiro de 1939 | Basileia | Alemanha | – | Itália    |  | 4:4 ET (1:0,3:2,0:2,0:0,0:0,0:0) |

Classificação
| Pos. | Time      | J | Vitórias | Empates | Derrotas | Gols  | Saldo de gols | Pts. |
| ---- | --------- | - | -------- | ------- | -------- | ----- | ------------- | ---- |
| 1    | EUA       | 3 | 3        | 0       | 0        | 13: 0 | +13           | 6:0  |
| 2    | Alemanha  | 3 | 1        | 1       | 1        | 16: 9 | + 7           | 3:3  |
| 3    | Itália    | 3 | 1        | 1       | 1        | 9:11  | - 2           | 3:3  |
| 4    | Finlândia | 3 | 0        | 0       | 3        | 3:21  | -18           | 0:6  |

#### Grupo B
| 3 de fevereiro de 1939 | Basileia | Tchecoslováquia | – | Iugoslávia      |  | 24:0 (10:0,7:0,7:0) |
| 3 de fevereiro de 1939 | Zurique  | Suíça           | – | Letônia         |  | 12:0 (5:0,3:0,4:0)  |
|                        |          |                 |   |                 |  |                     |
| 4 de fevereiro de 1939 | Zurique  | Suíça           | – | Iugoslávia      |  | 23:0 (7:0,7:0,9:0)  |
| 4 de fevereiro de 1939 | Zurique  | Tchecoslováquia | – | Letônia         |  | 9:0 (3:0,3:0,3:0)   |
|                        |          |                 |   |                 |  |                     |
| 5 de fevereiro de 1939 | Zurique  | Letônia         | – | Iugoslávia      |  | 6:0 (0:0,3:0,3:0)   |
| 5 de fevereiro de 1939 | Zurique  | Suíça           | – | Tchecoslováquia |  | 1:0 (0:0,1:0,0:0)   |

Classificação
| Pos. | Time            | J | Vitórias | Empates | Derrotas | Gols  | Saldo de gols | Pts. |
| ---- | --------------- | - | -------- | ------- | -------- | ----- | ------------- | ---- |
| 1    | Suíça           | 3 | 3        | 0       | 0        | 36: 0 | +36           | 6:0  |
| 2    | Tchecoslováquia | 3 | 2        | 0       | 1        | 33: 1 | +32           | 4:2  |
| 3    | Letônia         | 3 | 1        | 0       | 2        | 6:18  | -12           | 2:4  |
| 4    | Iugoslávia      | 3 | 0        | 0       | 3        | 0:53  | -53           | 0:6  |

#### Grupo C
| 3 de fevereiro de 1939 | Basileia | Canadá  | – | Holanda |  | 8:0 (1:0,4:0,3:0) |
|                        |          |         |   |         |  |                   |
| 4 de fevereiro de 1939 | Basileia | Polônia | – | Holanda |  | 9:0 (3:0,2:0,4:0) |
|                        |          |         |   |         |  |                   |
| 5 de fevereiro de 1939 | Basileia | Canadá  | – | Polônia |  | 4:0 (2:0,1:0,1:0) |

Classificação
| Pos. | Time    | J | Vitórias | Empates | Derrotas | Gols  | Saldo de gols | Pts. |
| ---- | ------- | - | -------- | ------- | -------- | ----- | ------------- | ---- |
| 1    | Canadá  | 2 | 2        | 0       | 0        | 12: 0 | +12           | 4:0  |
| 2    | Polônia | 2 | 1        | 0       | 1        | 9: 4  | + 5           | 2:2  |
| 3    | Holanda | 2 | 0        | 0       | 2        | 0:17  | -17           | 0:4  |

#### Grupo D
| 3 de fevereiro de 1939 | Zurique | Hungria      | – | Bélgica |  | 8:1 (2:0,4:1,2:0) |
|                        |         |              |   |         |  |                   |
| 4 de fevereiro de 1939 | Zurique | Grã-Bretanha | – | Bélgica |  | 3:1 (0:0,0:1,3:0) |
|                        |         |              |   |         |  |                   |
| 5 de fevereiro de 1939 | Zurique | Grã-Bretanha | – | Hungria |  | 1:0 (1:0,0:0,0:0) |

Classificação
| Pos. | Time         | J | Vitórias | Empates | Derrotas | Gols | Saldo de gols | Pts. |
| ---- | ------------ | - | -------- | ------- | -------- | ---- | ------------- | ---- |
| 1    | Grã-Bretanha | 2 | 2        | 0       | 0        | 4: 1 | +3            | 4:0  |
| 2    | Hungria      | 2 | 1        | 0       | 1        | 8: 2 | +6            | 2:2  |
| 3    | Bélgica      | 2 | 0        | 0       | 2        | 2:11 | -9            | 0:4  |

### Fase de Consolação (9º ao 14º lugar)

#### Grupo A
| 6 de fevereiro de 1939 | Basileia | Holanda | – | Finlândia |  | 2:1 (1:1,1:0,0:0) |
|                        |          |         |   |           |  |                   |
| 7 de fevereiro de 1939 | Basileia | Itália  | – | Holanda   |  | 2:1 (0:0,0:0,2:1) |
|                        |          |         |   |           |  |                   |
| 8 de fevereiro de 1939 | Basileia | Itália  | – | Finlândia |  | 2:1 (0:0,1:1,1:0) |

Classificação
| Pos. | Time      | J | Vitórias | Empates | Derrotas | Gols | Saldo de gols | Pts. |
| ---- | --------- | - | -------- | ------- | -------- | ---- | ------------- | ---- |
| 1    | Itália    | 2 | 2        | 0       | 0        | 4:2  | +2            | 4:0  |
| 2    | Holanda   | 2 | 1        | 0       | 1        | 3:3  | 0             | 2:2  |
| 3    | Finlândia | 2 | 0        | 0       | 2        | 2:4  | -2            | 0:4  |

#### Grupo B
| 6 de fevereiro de 1939 | Zurique | Letônia | – | Bélgica    |  | 5:1 (2:0,1:1,2:0) |
|                        |         |         |   |            |  |                   |
| 7 de fevereiro de 1939 | Zurique | Bélgica | – | Iugoslávia |  | 3:3 (2:1,1:0,0:2) |
|                        |         |         |   |            |  |                   |
| 8 de fevereiro de 1939 | Zurique | Letônia | – | Iugoslávia |  | 4:0 (2:0,0:0,2:0) |

Classificação
| Pos. | Time       | J | Vitórias | Empates | Derrotas | Gols | Saldo de gols | Pts. |
| ---- | ---------- | - | -------- | ------- | -------- | ---- | ------------- | ---- |
| 1    | Letônia    | 2 | 2        | 0       | 0        | 9:1  | +8            | 4:0  |
| 2    | Bélgica    | 2 | 0        | 1       | 1        | 4:8  | -4            | 1:3  |
| 3    | Iugoslávia | 2 | 0        | 1       | 1        | 3:7  | -4            | 1:3  |

#### 9º e 10º lugares
| 9 de fevereiro de 1939 | Basileia | Itália | – | Letônia |  | 2:1 (1:1,1:0,0:0) |

### Segunda Fase

#### Grupo A
| 7 de fevereiro de 1939 | Zurique  | Tchecoslováquia | – | Alemanha        |  | 1:1 ET (0:0,1:0,0:1,0:0,0:0,0:0) |
| 7 de fevereiro de 1939 | Zurique  | Canadá          | – | Grã-Bretanha    |  | 4:0 (0:0,0:0,4:0)                |
|                        |          |                 |   |                 |  |                                  |
| 8 de fevereiro de 1939 | Zurique  | Grã-Bretanha    | – | Alemanha        |  | 0:1 (0:0,0:0,0:1)                |
| 8 de fevereiro de 1939 | Basileia | Canadá          | – | Tchecoslováquia |  | 2:1 (0:1,0:0,2:0)                |
|                        |          |                 |   |                 |  |                                  |
| 9 de fevereiro de 1939 | Basileia | Grã-Bretanha    | – | Tchecoslováquia |  | 0:2 (0:1,0:1,0:0)                |
| 9 de fevereiro de 1939 | Zurique  | Canadá          | – | Alemanha        |  | 9:0 (2:0,5:0,2:0)                |

Classificação
| Pos. | Time            | J | Vitórias | Empates | Derrotas | Gols  | Saldo de gols | Pts. |
| ---- | --------------- | - | -------- | ------- | -------- | ----- | ------------- | ---- |
| 1    | Canadá          | 3 | 3        | 0       | 0        | 15: 1 | +14           | 6:0  |
| 2    | Tchecoslováquia | 3 | 1        | 1       | 1        | 4: 3  | +1            | 3:3  |
| 3    | Alemanha        | 3 | 1        | 1       | 1        | 2:10  | - 8           | 3:3  |
| 4    | Grã-Bretanha    | 3 | 0        | 0       | 3        | 0: 7  | - 7           | 0:6  |

#### Grupo B
| 7 de fevereiro de 1939 | Basileia | EUA     | – | Hungria |  | 3:0 (1:0,1:0,1:0) |
| 7 de fevereiro de 1939 | Basileia | Suíça   | – | Polônia |  | 4:0 (0:0,4:0,0:0) |
|                        |          |         |   |         |  |                   |
| 8 de fevereiro de 1939 | Basileia | Polônia | – | Hungria |  | 5:3 (1:1,2:0,2:2) |
| 8 de fevereiro de 1939 | Basileia | Suíça   | – | EUA     |  | 3:2 (0:0,2:2,1:0) |
|                        |          |         |   |         |  |                   |
| 9 de fevereiro de 1939 | Basileia | EUA     | – | Polônia |  | 4:0 (0:0,2:0,2:0) |
| 9 de fevereiro de 1939 | Basileia | Suíça   | – | Hungria |  | 5:2 (2:1,2:0,1:1) |

Classificação
| Pos. | Time    | J | Vitórias | Empates | Derrotas | Gols  | Saldo de gols | Pts. |
| ---- | ------- | - | -------- | ------- | -------- | ----- | ------------- | ---- |
| 1    | Suíça   | 3 | 3        | 0       | 0        | 12: 4 | +8            | 6:0  |
| 2    | EUA     | 3 | 2        | 0       | 1        | 9: 3  | + 4           | 4:2  |
| 3    | Polônia | 3 | 1        | 0       | 2        | 5:11  | - 6           | 2:4  |
| 4    | Hungria | 3 | 0        | 0       | 3        | 5:13  | - 8           | 0:6  |

### Fase de Consolação (5º ao 8º lugar)
| 10 de fevereiro de 1939 | Basileia | Polônia  | – | Hungria |  | 3:0 (1:0,1:0,1:0) |
|                         |          |          |   |         |  |                   |
| 11 de fevereiro de 1939 | Zurique  | Alemanha | – | Hungria |  | 6:2 (0:2,3:0,3:0) |
|                         |          |          |   |         |  |                   |
| 12 de fevereiro de 1939 | Basileia | Alemanha | – | Polônia |  | 4:0 (1:0,3:0,0:0) |

Classificação
| Pos. | Time         | J | Vitórias | Empates | Derrotas | Gols  | Saldo de gols | Pts. |
| ---- | ------------ | - | -------- | ------- | -------- | ----- | ------------- | ---- |
| 5    | Alemanha     | 2 | 2        | 0       | 0        | 10: 2 | +8            | 4:0  |
| 6    | Polônia      | 2 | 1        | 0       | 1        | 3: 4  | -1            | 2:2  |
| 7    | Hungria      | 2 | 0        | 0       | 2        | 2: 9  | -7            | 0:4  |
| 8    | Grã-Bretanha | 0 | 0        | 0       | 0        | 0: 0  | 0             | 0:0  |

### Fase Final (1º ao 4º lugar)
| 10 de fevereiro de 1939 | Zurique  | EUA    | – | Tchecoslováquia |  | 1:0 ET (0:0,0:0,0:0,1:0)         |
| 10 de fevereiro de 1939 | Basileia | Suíça  | – | Canadá          |  | 0:7 (0:2,0:4,0:1)                |
|                         |          |        |   |                 |  |                                  |
| 11 de fevereiro de 1939 | Basileia | Suíça  | – | EUA             |  | 1:2 (0:1,0:0,1:1)                |
| 11 de fevereiro de 1939 | Basileia | Canadá | – | Tchecoslováquia |  | 4:0 (0:0,1:0,3:0)                |
|                         |          |        |   |                 |  |                                  |
| 12 de fevereiro de 1939 | Basileia | Canadá | – | EUA             |  | 4:0 (3:0,1:0,0:0)                |
| 12 de fevereiro de 1939 | Zurique  | Suíça  | – | Tchecoslováquia |  | 0:0 ET (0:0,0:0,0:0,0:0,0:0,0:0) |

Classificação
| Pos. | Time            | J | Vitórias | Empates | Derrotas | Gols  | Saldo de gols | Pts. |
| ---- | --------------- | - | -------- | ------- | -------- | ----- | ------------- | ---- |
| 1    | Canadá          | 3 | 3        | 0       | 0        | 15: 0 | +15           | 6:0  |
| 2    | EUA             | 3 | 2        | 0       | 1        | 3: 5  | - 2           | 4:2  |
| 3    | Suíça           | 3 | 0        | 1       | 2        | 1: 9  | - 8           | 1:5  |
| 4    | Tchecoslováquia | 3 | 0        | 1       | 2        | 0: 6  | - 6           | 1:5  |

### Disputa do 3º lugar
| 5 de março de 1939 | Basileia | Suíça | – | Tchecoslováquia |  | 2:0 (0:0,1:0,1:0) |

### Classificação Final - Campeonato Mundial
| Posição | Time            |
| ------- | --------------- |
| 1       | Canadá          |
| 2       | Estados Unidos  |
| 3       | Suíça           |
| 4       | Tchecoslováquia |
| 5       | Alemanha        |
| 6       | Polônia         |
| 7       | Hungria         |
| 8       | Reino Unido     |
| 9       | Itália          |
| 10      | Letônia         |
| 11      | Países Baixos   |
| 12      | Bélgica         |
| 13      | Iugoslávia      |
| 14      | Finlândia       |

Campeão Mundial de 1939

 Canadá

#### Membros do Time
| Pos. | Time | Jogadores |
| ---- | ---- | --- |
| 1    | CAN  | Bunny Dame, Benny Hayes, Joe Benoit, Tom Johnston, Jim Haight, Mel Snowdon, Duke Scodellaro, Mickey Brennen, Dick Kowcinak, Ab Cronie, Jim Morris, John McCreedy, Buck Buchanan; Treinador: Elmer Piper |

### Classificação Final - Campeonato Europeu
| Posição | Time            |
| ------- | --------------- |
| 1       | Suíça           |
| 2       | Tchecoslováquia |
| 3       | Alemanha        |
| 4       | Polônia         |
| 5       | Hungria         |
| 6       | Grã-Bretanha    |
| 7       | Itália          |
| 8       | Letônia         |
| 9       | Holanda         |
| 10      | Bélgica         |
| 11      | Iugoslávia      |
| 12      | Finlândia       |

Campeão Europeu de 1939

 Suíça